# 越溪河
越溪河，是中国长江流域的一条河流，汇入岷江下游，属于岷江水系。河长229千米，流域面积2630平方千米，年均流量38立方米每秒。自然落差220米。